# El templo de la luna
El templo de la luna, es la novela ganadora de la sexta edición del Premio Minotauro, celebrado en el año 2009. Se trata de una obra que combina las historias de aventuras, ciencia ficción y novela negra. Fue presentada a concurso por Fernando J. López del Oso, que es el seudónimo usado desde entonces por Fernando Jiménez López.
Fernando Jiménez, estudio Biología en la Complutense de Madrid, escribe y colabora con secciones de divulgación científica en distintos medios de comunicación, especialmente la revista Enigmas. Hasta la fecha ha publicado cinco libros, siendo El templo de la luna, su primer trabajo.
Su padre, el doctor Fernando Jiménez del Oso, era además, un conocido periodista de los temas de misterio

## Argumento
El templo de la luna comienza tras la dramática experiencia vivida por Julián Curto, arqueólogo, en el interior de un templo egipcio del desierto salino de Qattara. El templo se derrumba y aunque son interrogados, Julián Curto guarda en secreto mucha de la información sobre lo ocurrido. Solo la revelara al estar de vuelta en España y hablar con su padre Félix Curto y la fundación Milodonte, el secreto de Julián, es una extraña esfera de metal. Milodonte pronto descubre que se trata de un oopart, un objeto tecnológicamente tan avanzado que reacciona e interactúa con sus aparatos de análisis.
Mientras todo esto ocurre, las actividades de Julián Curto y Milodonte han despertado las suspicacias de una sociedad secreta de ideología nacionalsocialista, denominada como 'La Corporación'. Ilse Skorzery, miembro de dicha organización, consigue acercarse a Alejandro Peralta, empresario detrás de la Fundación Milodonte y les acompaña en Perú, lugar donde se desarrollara el próximo trabajo de campo de Julián: La búsqueda de una insólita corona Inca, en la que Alejandro Peralta y sus antepasados han tenido un interés muy personal.
Pronto, resultara evidente para todos los personajes, que no van a ser capaces de mantener el control de cuanto está sucediendo a su alrededor, a medida que se acercan a Huayna Picchu nuevos personajes, mucho más agresivos, entran en juego, obligando a todos a revaluar sus acciones.

## Referentes culturales

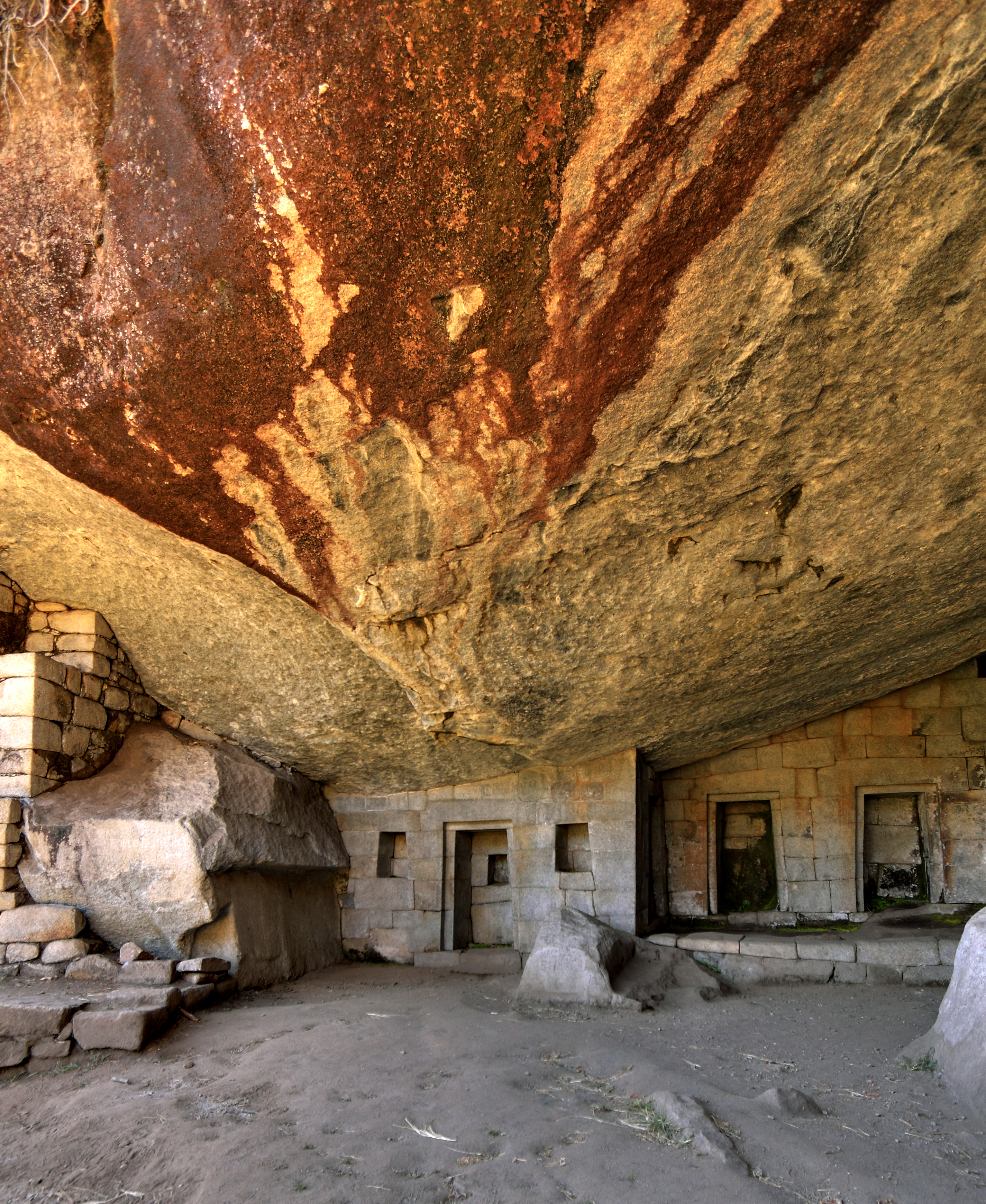
Interior de una de las cuevas del llamado Templo de la Luna.

El personaje de Ilse Skorzery, tiene cierta similitud con Ilsa Haupstein de Hellboy y Elsa Schneider de Indiana Jones y la última cruzada. Las tres tienen un nombre parecido, aspecto físico similar y comparten la pertenencia a sociedades nazi secretas.
El abuelo de Ilse, se llama Otto Skorzery, un apellido casi idéntico a Otto Skorzeny, experto en espionaje y operaciones especiales durante la Segunda Guerra Mundial en la Alemania nazi. Además de ser el principal representante de la organización ODESSA en España, que en la novela, parece tener conocimiento de quien es el catedrático Félix Curto, padre de Julián Curto.